# (28978) Iksjon
(28978) Iksjon (2001 KX76; ang. Ixion) – jedna z dużych planetoid transneptunowych z Pasa Kuipera, obiekt typu plutonek.

## Odkrycie
Planetoida została odkryta 22 maja 2001 w programie Deep Ecliptic Survey. Otrzymała ona najpierw oznaczenie prowizoryczne 2001 KX76.
Nazwa obiektu pochodzi od Iksjona, pierwszego człowieka, który zabił swojego krewnego, w mitologii greckiej.

## Orbita
Orbita (28978) Iksjona nachylona jest do płaszczyzny ekliptyki pod kątem 19,7°. Na jeden obieg wokół Słońca ciało to potrzebuje ok. 247 lat, krążąc w średniej odległości 39,4 j.a. od Słońca.
Obiegając Słońce, Iksjon znajduje się w rezonansie z Neptunem (2:3).

## Charakterystyka fizyczna
Planetoida ta ma średnicę szacowaną na ok. 617 km. Jej jasność absolutna to ok. 3,47m.
Na powierzchni Iksjona stwierdzono za pomocą badań spektroskopowych obecność związków organicznych.